# Dôme de Vargeao

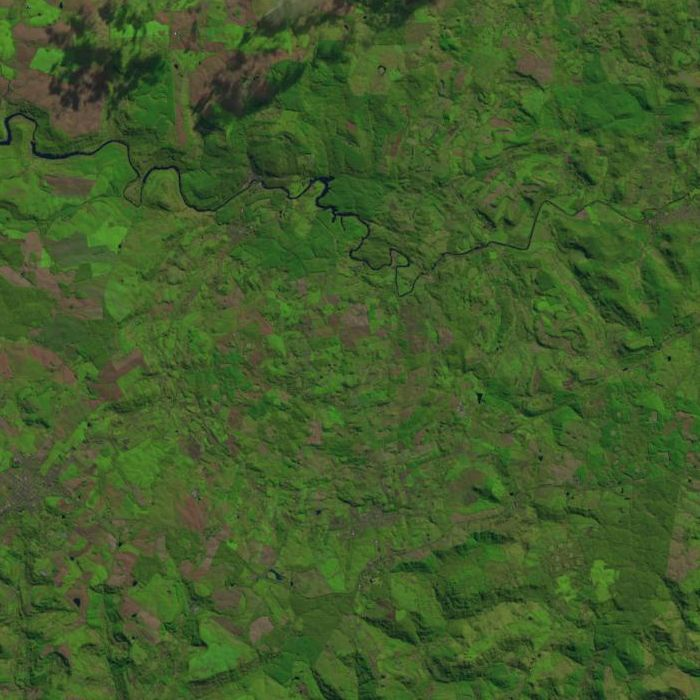
Photo satellite du dôme de Vargeão

Le dôme de Vargeão est un cratère d'impact situé dans l'état de Santa Catarina au Brésil.
Le cratère est une dépression quasiment circulaire de 12 km de diamètre et de 225 m de profondeur. Il est daté d'environ 123 ± 2 millions d'années.
La structure a été remarquée en 1978 par des géologues qui ont détecté une structure circulaire dans des images radar, et l'ont appelé dôme Vargeão. Au début des années 1980, E. Barbour Jr. et W.A.G. Correa l'ont étudié en détail dans le cadre d'une recherche de pétrole et de gaz dans la région, et en ont proposé une origine volcanique ou tectonique. En 1982, Á. P. Crósta et A. Paiva Filho l'ont identifié en tant qu'impact de météorite.